# زالتسبورگ (آلمان)
زالتسبورگ (به آلمانی: Salzburg) یک شهر در آلمان است که در وستروالدکرایس واقع شده‌است. زالتسبورگ ۲۱۸ نفر جمعیت دارد.